# Elbe (Washington)
Elbe je obec v okrese Pierce v americkém státě Washington. V roce 2010 zde žilo pouhých 29 obyvatel.
Elbský evangelický luteránský kostel, malý bílý kostel, který postavili němečtí osadníci, jenž obec založili, byl roku 1976 přidán do národního rejstříku historických míst. Mount Rainier Scenic Railroad začíná své výletní vlakové jízdy v obci a končí na břehu Minerálového jezera, asi pět kilometrů jižně od Elbe.
Obcí prochází důležité silnice Washington State Route 7 a Washington State Route 706.

## Geografie
Obec má rozlohu 0,1 km², z čehož vše je souš.

## Historie
Na počátku své existence, když tudy vedla svou trať železnice Tacoma Eastern Railroad, se obec jmenovala Brown's Junction. Příchod pošty si ale později vyžádal kratší jméno, a setkání osadníků tak rozhodlo o přejmenování na Elbe, čímž poctilo památku zakladatele osady, Henryho C. Lutkense, jenž pocházel z údolí Labe v Německu.

## Demografie
V roce 2010 zde žilo 29 lidí, z čehož tvořili 97 % běloši. Jediný obyvatel pocházel z více než jedné rasy. Nikdo v obci nebyl hispánského původu.